# Davide Marotti
Davide Marotti (Napoli, 1º gennaio 1881 – Roma, 18 luglio 1940) è stato uno scacchista italiano.
Noto per le sue performance nei tornei italiani e per il suo contributo alla cultura scacchistica del suo tempo, la sua carriera si sviluppò all'interno di un panorama scacchistico ancora in evoluzione in Italia, e la sua figura ha lasciato un'impronta significativa nella storia del gioco.

## Carriera scacchistica
Marotti nacque a Napoli nel 1881 e, oltre ad essere un appassionato di scacchi, svolse la professione di professore di lettere e filosofia. La sua carriera scacchistica raggiunse uno dei suoi apici quando vinse il primo campionato italiano individuale di scacchi, disputato a Viareggio nel 1921. In questa edizione del torneo, Marotti si distinse con una vittoria schiacciante, battendo il triestino Leone Singer, che a sua volta era considerato uno dei forti scacchisti italiani del periodo. La vittoria gli conferì una certa notorietà nell'ambiente scacchistico nazionale.
L'anno successivo, nel 1923, Marotti partecipò al campionato italiano di scacchi disputato a Napoli, ma in questa occasione fu sconfitto da Rosselli del Turco, il quale divenne campione nazionale. Marotti, però, non si limitò a essere un semplice partecipante: scrisse anche un opuscolo dal titolo Sfida Rosselli - Marotti, pubblicato a Firenze nel 1923, in cui analizzò il match, offrendo un interessante punto di vista sulle partite e sulle dinamiche scacchistiche. Questo opuscolo è considerato un'importante testimonianza storica della sua competenza scacchistica.
Nel 1922, Marotti partecipò al torneo di Londra, uno degli eventi più prestigiosi dell'epoca, ma i suoi risultati furono relativamente modesti rispetto ad altri protagonisti di livello mondiale come il campione del mondo cubano José Raúl Capablanca, che vinse il torneo. Nonostante i risultati non particolarmente brillanti, la sua partecipazione al torneo londinese contribuì ad accrescere la sua esperienza e a consolidare la sua posizione nel panorama scacchistico internazionale.
Marotti non fu solo un giocatore, ma anche un attivo collaboratore nel mondo della letteratura scacchistica. Fu infatti redattore di una colonna scacchistica sulla rivista mensile Regina (dal 1915), e collaborò come redattore de L'Italia Scacchistica, la principale rivista scacchistica italiana dell'epoca, tra il 1913 e il 1923. Inoltre, fu uno dei redattori della rivista L'Alfiere di Re nel 1922, un altro importante organo di comunicazione scacchistica. Queste esperienze giornalistiche contribuirono alla diffusione della cultura scacchistica in Italia, e Marotti si distinse per la sua capacità di scrivere e commentare con competenza le partite e le novità del mondo degli scacchi.
Nel corso della sua carriera, Marotti divenne un punto di riferimento per molti giovani scacchisti italiani e la sua morte, avvenuta nel 1940 a Roma all'età di 59 anni, segnò la fine di un'epoca di passaggio per gli scacchi in Italia, che stava attraversando un periodo di grande sviluppo sia a livello nazionale che internazionale.
Marotti ha lasciato anche una serie di partite memorabili, una delle quali è la vittoria contro il Maestro ravennate Giovanni Cenni (1881-1957), un altro scacchista di rilievo. Questo incontro è stato trascritto in notazione algebrica italiana e rappresenta un esempio della qualità del gioco di Marotti, che spaziava tra una tecnica precisa e un approccio strategico ben ponderato.
Davide Marotti - Giovanni Cenni (Roma, 1911)

1.e4 e5 2.Cf3 Cc6 3.Ac4 Ac5 4.b4 Ab6 5.b5 Ca5 6.Cxe5 Ch6 7.d4 d6
8.Axh6 gxh6 9.Df3 Tf8 10.Axf7+ Re7 11.Cc3 Ae6 12.Dg4 Txf7
13.Dh4+ Tf6 14.Cf3 Rd7 15.d5 Ag8 16.e5 Tg6 17.Dh3+ Re8 18.O-O Dd7
19.e6 Dg7 20.Ce4 Cc4 21.Ch4 Ce5 22.Rh1 Cg4 23.Cxg6 Dxg6
24.Dxg4 Ad4 25.Cxd6+ 1-0